# Skočinog Jack
Skočinog Jack je ličnost nepoznatog podrijetla eksponiranog po svojim nadljudskim pokretima i vražjeg prikaza. Na temelju svjedočenja, djelovao je po Velikoj Britaniji (London, Liverpool i okolica) u 19. stoljeću i time pridobio publicitet kao misterij i folklor.
Opisan je kao uređena osoba, s plaštom i kacigom, imajući kandže na rukama, uznemirujućeg i mišićavog izgleda. Koji je, prema viđenju, bio sposoban skočiti 2 metra uvis, iz ustiju izbacivati tzv. "plavi plamen" i biti sklon mnoštvo drugih pridodanih epiteta.

## Rane prijave
Prvo njegovo pojavljivanje zabilježeno je u Londonu u prvoj polovici 19. stoljeća od strane jednog engleza (1837.), poslovnog čovjeka, koji se kasno u noći vraćao kući kad ga je "protresla" jedna spodoba skočivši preko visoke živice prepriječivši mu put. Napad nije spomenut.
Napad je, doduše izvršen kasnije u istoj godini na curu Mary Stevens, gdje joj je prišao i onemogućio kretanje obuhvativši je čvrsto rukama. Osjetivši metalne pandže, izbio je vrisak nakon čega je napadač pobjegao. Sljedećeg je dana svojom pojavom srušio nosilo ozlijedivši jednu osobu.
Većina stručnjaka tvrdi od toga da je Skočinog izrod i plod masovne histerije koja je dugoročno dijelovala na tlu Viktorijanske Engleske, pa sve do konstatacije pretjerivanog urbanog mita o pohlepnom vragu.

## Kasnija svjedočenja

### U Londonu
Ovim je događajima skeptika o čudnovatom neznancu ili pak stvorenju postala već šire znana stvar, gdje je službena spoznaja utvrđena londonskom konferencijom u kojoj je prisustvovao sam gradonačelnik (Sir John Cowan). Na njoj je bilo prikazano pismo upućeno kao pritužba gradonačelniku Cowanu. Pisac je bio iz jedne četvrti Londona (Peckham), pismo slijedi ovako:
Čini se da su pojedinci (kako pisac tvrdi, bogataši) napravili ulog, sporazum sa zlonamjernim i lakovjernim suradnikom, kojemu je podređen posao u kojem "posjećuje" dobar broj priselaka nedaleko od Londona u tri različite preobrazbe — duh, medvjed i vrag; i tomu usprkos, on ne namijerava pristupiti gospodskom vrtu radi uzbune žitelja kuće. On je, doduše, bio prihvaćen, i kao kriminalna kukavica, uspio u tome da poremeti um sedam žena, među kojima su dvije u nepopravljivom stanju, čime će postati teret svojim obiteljima.
Ispred jedne je kuće pozvonio, i pred sluškinjom kuće koja je prišla vratima da ih otvori, on je stajao u ništa manje strašnan lik nego sama sablast odjevena kao najsavršenije strašilo. Posljedica toga je onesviješćenje jadne cure, i od tog trenutka nije bila pri zdravoj pameti.

Događaji su postupno postali glavna tema na neko vrijeme, i, čudom događaja, ništa se ne poduzima, papir slučaja; prazan. Pisac ima razloga na tvrdnju da imaju cijelu povijest toka na vrhovima prstiju, iako zanimljivi motivi, značajniju ulogu u riješavanju slučaja nemaju.
Šlučaj je bio objavljen na naslovnici britanskog Timesa.

### Alsop, Scales i ostalo
U noći je 19. veljače, kako i sama Jane Alsop u svojoj prijavi izviješćuje, odgovorila na zvono očeve kuće, kada se pred njom stvorila osoba koja je za sebe tvrdila da je murjak. Prikriveni muškarac zamolio je Jane za svijetiljku povodom uhićenja dotičnog (što se pokazalo da je ironija) u blizini doma. Nosio je kaput, materijal sličan nauljenom platnu i kacigu koja se poklapala s ostatkom. Žrtva tvrdi kako ju je napao "bodljama" i njima kidao odjeću upravo nakon što je izvršio svoj rutinski čin zastrašivanja grotesknim vražjim izgledom lica; dugačak, kukast nos, izduljene uši i oči koje su isijavale. Uspjela se suprotstaviti njegovom stisku i bježati, pri čemu joj je u pomoć pristigla sestra.
Dan više no tjedan nakon Alsop, osamnaestogodošnjakinja Lucy Scales i njena sestra bile su na povratku kući nakon njihove posjete bratu. Primijetili su i promatrali mršavog muškarca pod plaštom koji im se ukazao na putu. Nakon što se Lucy iz znatiželje obratila neznancu, on je napravio nagli pokret prema njoj i "zasuo" je nečim što se pokazalo da je plamen modrožute boje. Iz šoka je pala na tlo i počela vrištati gdje ju je uzdržala sestra. Par trenutaka nakon, neznanac je pobjegao.
Sedamdesetih je godina ponovo uočen u jednom londonskom kvartu (ponovo Peckham) i obilježeno kao zadnje viđenje.

## Zaključak
Golema urbana legenda, izgrađena oko Skočinoga Jacka, koji je utjecao na mnoge aspekte viktorijanskog života, osobito u suvremenoj popularnoj kulturi. Već desetljećima, posebno u Londonu, njegovo ime je asocirano s boogeymanom, kao način i stil zastrašivanja djece pred spavanje.
Široki raspon u vremenu kojeg je obilježio ostavlja sumnju na pojedine imućnike koji su imali poremećeni smisao za humor, čime se misli da je kontradiktno smatrati Jacka kao neljudsko biće.

## Poveznice
1. ↑  David Cordingly, "Lives and Times: Spring-Heeled Jack".
2. ↑  Rupert Mann, "Spring Heeled Jack", Oxfordski rječnik narodne biografije  (Oxford: Oxford University Press, 2004; ISBN 019861411X).
3. ↑  "The Aldershott Ghost", The Times, 28 April 1877 (izvučeno iz "Fortean Studies volume 3" (1996), pp. 95, ed. Steve Moore, John Brown Publishing)
4. ↑  Citat Jacqueline Simpson, 'Spring-Heeled Jack' (2001).
5. ↑  Burke, Edmund; Stevenson, Ivison. 1839. The Annual Register of World Events: A Review of the Year. Longmans, Green. London. str. 24
6. ↑  Burke, pp. 27-28
7. ↑  Pisci poput Johna Keela (autor Mothmanovih proročanstava) i Jacquesa Valléa ne slažu se s ovom teorijom.

## Opširnija proza
- The Legend of Spring Heeled Jack
- Springheeled-Jack.com - That Terrorized London From 1837 Until 1904  Arhivirana inačica izvorne stranice od 4. ožujka 2016. (Wayback Machine)
- Highlanderweb.co.uk - Spring Heeled Jack  Arhivirana inačica izvorne stranice od 19. svibnja 2009. (Wayback Machine)
- Bbc.co.uk - Spring Heeled Jack
- The Top 10 Most Mysterious Creatures of Modern Times  Arhivirana inačica izvorne stranice od 30. siječnja 2009. (Wayback Machine)